# Av Norrøn Ætt
Av Norrøn Ætt – drugi album studyjny norweskiego zespołu muzycznego Helheim. Nagrany w Grieghallen Studio w 1997 roku.

## Lista utworów
1. „En Forgangen Tid” – 2:54
2. „Vinterdøden” – 10:18
3. „Fra Ginnunga-gap Til Evig Tid” – 6:50
4. „Mørk, Evig Vinter” – 9:25
5. „Åpenbaringens Natt” – 7:24
6. „De Eteriske Åndevesenes Skumringsdans” – 8:45
7. „Av Norrøn Ætt” – 9:34

## Twórcy
- Hrymr – perkusja, instrumenty klawiszowe
- V'gandr – gitara basowa, wokal
- H'grimnir – gitara klasyczna, wokal wspierający

## Muzycy występujący gościnnie
- Haldis[1] – skrzypce
- Belinda[1] – sopran, trąbka